# Csatorna-szigetek
A La Manche-csatornában Franciaországtól látótávolságnyira fekvő Csatorna-szigetek 1066 óta a brit korona fennhatósága alá tartoznak (ld. brit koronafüggőségek), de nem képezik az Egyesült Királyság részét. Guernsey, Jersey és még néhány kisebb sziget tartozik ide. A nagyobbak sűrűn lakottak, a többiek lakatlanok.
Saját törvényhozásuk és választott vezetőjük van, az Egyesült Királyság csak a védelmi- és külügyekben illetékes. Gazdasági tevékenységükben önállóak, saját valutával rendelkeznek, és nem voltak tagjai az Európai Uniónak sem.

## Földrajz
A szigetcsoport közigazgatásilag két csoportra oszlik: a Jersey Bailiffségre és a Guernsey Bailiffségre. A következő szigetek tartoznak hozzájuk:

### A Jersey Bailiffség szigetei
| Sziget          | Terület   | Népesség  | Koordináták                                                 |
| --------------- | --------- | --------- | ----------------------------------------------------------- |
| Jersey          | 116,2 km² | 87 186 fő | é. sz. 49° 13′ 00″, ny. h. 2° 07′ 57″49.216667°N 2.132500°W |
| Les Dirouilles  | < 1 km²   | lakatlan  | é. sz. 49° 19′ 30″, ny. h. 2° 02′ 30″49.325000°N 2.041667°W |
| Ecréhous        | < 1 km²   | lakatlan  | é. sz. 49° 17′ 30″, ny. h. 1° 55′ 30″49.291667°N 1.925000°W |
| Minquiers       | < 1 km²   | lakatlan  | é. sz. 48° 58′ 30″, ny. h. 2° 07′ 30″48.975000°N 2.125000°W |
| Pierres de Lecq | < 1 km²   | lakatlan  | é. sz. 49° 17′ 30″, ny. h. 2° 12′ 10″49.291667°N 2.202778°W |

### A Guernsey Bailiffség szigetei
| Sziget   | Terület  | Népesség  | Koordináták                                                 |
| -------- | -------- | --------- | ----------------------------------------------------------- |
| Guernsey | 63,4 km² | 59 807 fő | é. sz. 49° 27′ 21″, ny. h. 2° 34′ 39″49.455833°N 2.577500°W |
| Alderney | 7,9 km²  | 2294 fő   | é. sz. 49° 42′, ny. h. 2° 12′49.700000°N 2.200000°W         |
| Sark     | 5,5 km²  | 550 fő    | é. sz. 49° 26′, ny. h. 2° 22′49.433333°N 2.366667°W         |
| Herm     | 2 km²    | 97 fő     | é. sz. 49° 28′ 22″, ny. h. 2° 26′ 58″49.472778°N 2.449444°W |
| Brecqhou | < 1 km²  | lakatlan  | é. sz. 49° 25′ 53″, ny. h. 2° 23′ 14″49.431389°N 2.387222°W |
| Burhou   | < 1 km²  | lakatlan  | é. sz. 49° 43′ 53″, ny. h. 2° 15′ 07″49.731389°N 2.251944°W |
| Jethou   | < 1 km²  | 4 fő      | é. sz. 49° 27′ 28″, ny. h. 2° 27′ 45″49.457778°N 2.462500°W |
| Lihou    | < 1 km²  | lakatlan  | é. sz. 49° 27′ 38″, ny. h. 2° 40′ 06″49.460556°N 2.668333°W |
| Casquets | < 1 km²  | lakatlan  | é. sz. 49° 43′ 04″, ny. h. 2° 22′ 07″49.717778°N 2.368611°W |

## Természetföldrajz
A Csatorna-szigetek gazdag növény- és állatvilággal rendelkeznek. Olyan fajoknak is élőhelyet nyújtanak, amely a hidegebb Nagy-Britanniában nem élnek meg. Az itt élő fajok egy része a Brit-szigetekre, más részük viszont Európa melegebb tájaira jellemző.

### Növényvilág
A Csatorna-szigeteket alkotó egyes területek különböző földrajzi helyzetűek és talajadottságai is eltérőek , ezért azután jellegük is meglehetősen változó. Enyhe, fagymentes éghajlatuk lehetővé teszi, hogy szépen fejlődjenek rajtuk a Földközi-tenger térségének növényei, egyes vadvirágok még télen is virulnak. Jersey és Guernesey vizenyős rétjein fehér májvirág, zergeboglárka, mocsári gólyahír, mocsári nefelejcs és különböző kosbor-félék nőnek. Sark szigetén jól érzi magát a ritka tengerparti nárcisz. Több Angliában honos fafaj is megél a szigeteken, de igazi erdőt alig találunk. Az erdős völgyekben gyakori a tölgy, szil és fűz, viszont mogyoró csak elvétve látható. A szigeteken sokféle cserje honos, amelyek a sziklákkal együtt fontos élőhelyt jelentenek. Guernsey partszegélyének nagy része már természetvédelmi terület. Nagy felületeket borít be a sárga virágú rekettye, a rövidszálú füves réteken pedig csarab istác, szarvaskerep és habszegfű díszlik. A parti fövenye szintén több növényfaj települt meg. Guernsey-n a ritka pézsmacserjét (Hibiscus moscheutos) a behurcolt jégvirág (Euphorbia marginata) veszélyezteti, amely elfojtja a többi növényt. Herm szigetén található a híres dűnemező, ennek talaját főként kagylóhéjak alkotják.

### Állatvilág

#### Gerinctelenek
A Guernsey szigetét körülölelő meleg tengervízben egy nagy méretű csiga, a tengeri fülcsiga él, gyűjtését szigorúan ellenőrzik.
A Csatorna-szigetek sziklás fennsíkjainak virágözöne szinte vonzza a lepkék hadát, ezek közé tartoznak főként a színjátszólepkék, a kis rókalepke, a nagy rókalepke és - különösen Guernsey-n - a közönséges tarkalepke. A sakktáblalepke, amely a Brit-szigeten többnyire csak napos erdei tisztásokon tűnik fel, Guernsey-n a nyílt terepet kedveli. A szigeteken élő rovarok közül némelyek a Földközi-tenger környékéről származnak, és enyhe éghajlatot, valamint melegebb időjárási viszonyok között tenyésző gazdanövényeket igényelik.

#### Halak, kétéltűek, hüllők
A szigetek környékén honos, különleges halak közzé több rájafaj, angolnák és cápák tartoznak. A szigeteken olyan hüllők és farkatlan kétéltűek is élnek, amelyek egyébként Nagy-Britanniában nem fordulnak elő. Jersey-n és Guernsey-n zöld gyík, valamint fali gyík is él, sőt a ritka erdei béka is megtalálható.

#### Madarak
Burhuo lakatlan kis szigete madárszikláiról ismert. A sziklák között lundák és dolmányos sirályok kolóniái fészkelnek. 1950-ben a lundaállomány még 100 000-es nagyságú volt, a madarak száma már 250-re apadt. Az ok ismeretlen, de valószínűleg összefügg az olajszennyeződésekkel. A Csatorna-szigeteken másutt is rengeteg tengeri madarat lehet látni. Alderney-n, a Garden Rockson 1500 szulapár fészkel lummákkal, grönlandi alkákkal, sirályhojszákkal és viharfecskékkel együtt. Jersey szirtjeinél lundákat és kormoránokat lehet látni, amint éppen alámerülnek, és vészmadarakat, nagy halfarkasokat és egyéb sirályfélék is megfigyelhetőek. Guernsey és Alderney otthont nyújt a bújkáló poszátáknak, ezek piros szemű kis madarak, amelyek Anglia déli részén is előfordulnak. de láthatók cigánycsukok, pacsirták és pityerek is. Sok költöző madár is felkeresi a Csatorna-szigeteket tavasszal, észak felé tartva és ősszel, déli telelőhelyére menet. Egyetlen éjszaka alatt negyedmillió fenyőrigót számoltak meg nagy számú poszátával, légykapóval és pinttyel együtt. Hósármányok, örvös rigók és sárga billegetők százait kísérik figyelemmel Jersey-n. Alderney-ben az érdeklődők évente látványos ragadozó madár - vonulást kísérhetnek figyelemmel: barna kányák, héják és réti héják húznak el a sziget fölött.

#### Emlősök
Számos ismerős emlősfajra bukkanunk itt, például: mezei cickány, közönséges törpedenevér, nagy patkósdenevér, hosszúfarkú denevér.